# 灞橋紙

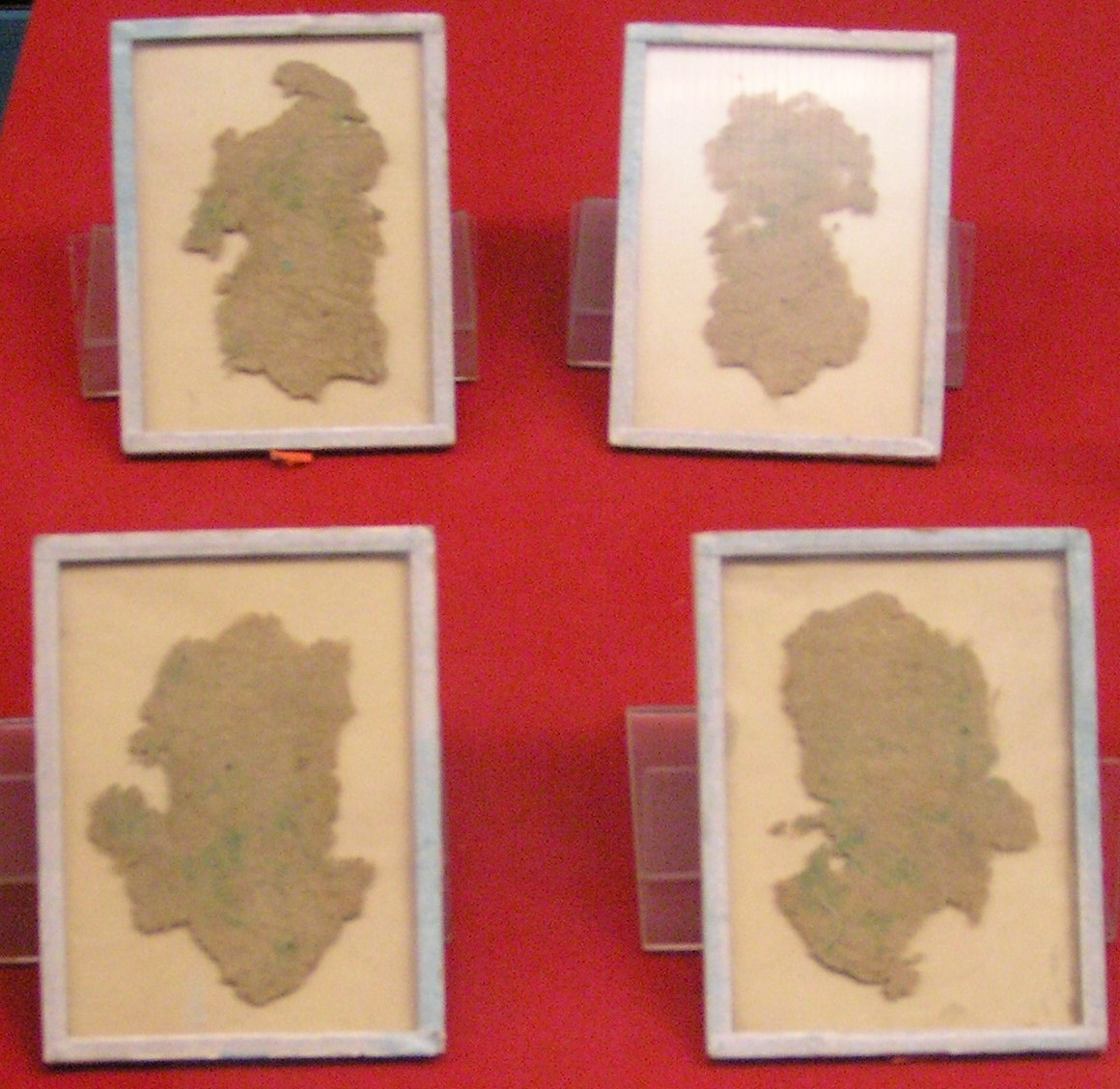
灞橋紙

灞橋紙（はきょうし）は、1957年に中国の陝西省西安市の東郊外にある灞橋鎮（現在の灞橋区）で出土した前漢代の麻紙である。紀元前140年〜87年頃のものとされ、同時に出土した貨幣から紀元前118年以前と推定される。現存する最古の紙に分類される。
1957年5月8日に、灞橋瓦礫工場から陝西博物館に、土を掘っていたところ銅剣を発見したという電話があり、翌日調査したところ、さらに銅鏡3面とこれに付着した布切れがあり、その布切れの下に、糸質の繊維で作られた紙状のものがあった。これは古墓の副葬品であり、前漢武帝の時代、紀元前140年～87年の年代が推定された。古墓からは、紀元前118年以前に使われていた貨幣も出土したため、それ以前の紙だと推定されている。
紙は飴色をしており、長さと幅は約10センチメートルとされ、88の断片に裂かれていた。1964年に顕微鏡による分析が行なわれ麻紙だと判明し、1965年に再度厳密に分析し、主要な原料が大麻で、少量の苧麻を含む植物繊維だと断定した。
そこから考えられるこの紙の用途は、銅鏡を包む養生目的の梱包または装飾目的の包装紙としての用途であったと推定されている。
1986年に中国甘粛省天水市の放馬灘で前漢代の紙（放馬灘紙）が発掘され、「最古の紙」のタイトルはそちらに移った。